# Personifikacje narodowe
Personifikacja narodowa – antropomorfizacja danego narodu. Część wczesnych personifikacji w świecie zachodnim pochodzi od wyobrażenia Ateny i przybiera łacińską nazwę antycznej prowincji rzymskiej. Przykładem mogą być Polonia czy Germania.
Oprócz personifikacji narodowej, wiele krajów posiada również narodowe zwierzę (jak angielski lew, czeski lew, francuski kogut, polski orzeł, szkocki jednorożec, walijski smok). Por. Symbol narodowy.
| państwo           | personifikacja |
| ----------------- | --- |
| Albania           | Matka Albania |
| Argentyna         | Gaucho, Martín Fierro |
| Armenia           | Mayr Hayastan (Matka Armenia) |
| Brazylia          | Efígie da República, Bandeirantes (tylko w regionie Sâo Paulo) |
| Bułgaria          | Baj Ganjo, Matka Bułgaria ze swoim lwem (często również z Rumelią) |
| Chile             | El Huaso, La Carmela, Doña Juanita |
| Dania             | Holger Danske (Ogier Duński) |
| Filipiny          | Juan de la Cruz, Joseng Masipag, Gabriela, Inang Bayan, Maria Clara |
| Finlandia         | Suomi-neito (Fińska Dziewica) |
| Francja           | Marianne |
| Grecja            | Atena |
| Hiszpania         | Hispania, Juan Español |
| Holandia          | Hans Brinker (poza Holandią), Jan Modaal lub Jan met de pet (porównywalny z amerykańskim Average Joe), de Nederlandse Maagd (Holenderska Dziewica), Frau Antje (używana w Niemczech jako komercyjny symbol Holandii), Zeeuws Meisje (jako reprezentacja Zelandii) |
| Indie             | Bharat Mata (Matka Indii) |
| Indonezja         | Ibu Pertiwi |
| Irlandia          | Hibernia, Kathleen Ni Houlihan, Ériu |
| Islandia          | Fjallkonan (Górska Pani) |
| Izrael            | Srulik |
| Kanada            | Johnny Canuck (znany również jako Kapitan Canuck w anglojęzycznej części Kanady), Mountie, Le Vieux de '37 (tylko w prowincji Quebec), Adam Dollard des Ormeaux (w czasie II wojny światowej), Big Joe Mufferaw i Louis Cyr                                       |
| Kambodża          | Preah Thaong i Neang Neak |
| Malezja           | Pak Belang zwany również Harimau Malaya |
| Meksyk            | Miguel Hidalgo, Adelita |
| Niemcy            | Germania, Deutscher Michel, Arminius |
| Norwegia          | Ola Nordmann, Kari Nordmann, Nór (historycznie) |
| Nowa Zelandia     | Zealandia |
| Palestyna         | Handala |
| Peru              | Chalán |
| Polska            | Polonia |
| Portugalia        | Zé Povinho, Eu nacional, Lusitania, República |
| Rosja             | Mateczka Rosja |
| RPA               | Van Der Merweu Khabazela |
| Stany Zjednoczone | Billy Yank (personifikacja Północy), Wujek Sam, Brat Jonatan, Johnny Rebel (personifikacja Południa), Kolumbia, Lady Liberty (Pani Wolność) |
| Szkocja           | Jock Tamson, Sawney |
| Szwajcaria        | Helvetia |
| Szwecja           | Moder Svea (Matka Szwecja), Svensson |
| Walia             | Dame Wales, Deffroad Cymru, Awakening of Wales |
| Wenezuela         | Juan Bimba |
| Wielka Brytania   | Britannia, John Bull |
| Włochy            | Italia Turrita |